# Arctodiaptomus arapahoensis
Arctodiaptomus arapahoensis är en kräftdjursart som först beskrevs av Dodds 1915.  Arctodiaptomus arapahoensis ingår i släktet Arctodiaptomus och familjen Diaptomidae. Inga underarter finns listade i Catalogue of Life.